# Barrio de San Pedro (Córdoba)
San Pedro es un barrio perteneciente a  la ciudad de Córdoba (España). Está situado en la zona sur del distrito. Limita al norte con los barrios de La Magdalena y San Andrés-San Pablo; al este, con el barrio de Santiago; al oeste, con el barrio de El Salvador y la Compañía; y al sur, con el barrio de San Francisco-Ribera.

## Monumentos y lugares de interés
- Plaza de la Corredera
- Ermita del Socorro
- Iglesia de San Pedro
- Convento de Santa Cruz
- Casa de las Campanas
- Casa Nobiliaria de los Aguayos (hoy colegio concertado ) y Triunfo de S. Rafael
- Plaza del Vizconde de Miranda ( fachada del Palacio y fuente barroca)
- Antiguo Hospital de S. Andrés ( hoy día círculo Juan XXIII, calle la Palma)
- Casa señorial de los Trillo de Figueroa ( S. XVIII, calle La Palma)
- Baños Árabes de San Pedro ( calle Carlos Rubio)
- Convento de Regina ( S. XV- XVI)
- Casa de los Narváez ( S. XVIII, calle Alfonso XIII)
- Hospital de los Ríos ( S. XVI)
- Casa Palacio del Marqués de Campo Alegre ( S.XVI- XVIII, calle Alfonso XIII)
- Plaza de la Paja. Fuente barroca.